# Pristosia
Pristosia is een geslacht van kevers uit de familie van de loopkevers (Carabidae). De wetenschappelijke naam van het geslacht is voor het eerst geldig gepubliceerd in 1865 door Motschulsky.

## Soorten
Het geslacht Pristosia omvat de volgende soorten:
- Pristosia acraea (Andrewes, 1934)
- Pristosia aeneocuprea Fairmaire, 1886
- Pristosia aeneola (Bates, 1873)
- Pristosia aereipennis (Andrewes, 1934)
- Pristosia alesi Jedlicka, 1937
- Pristosia amaroides Putzeys, 1877
- Pristosia aquilo Andrewes, 1934
- Pristosia atrema (Andrewes, 1926)
- Pristosia braccata Andrewes, 1934
- Pristosia brancuccii Deuve, Lassalle & Queinnec, 1985
- Pristosia chambae Andrewes, 1934
- Pristosia championi Andrewes, 1934
- Pristosia chinensis Jedlicka, 1933
- Pristosia chlorodes (Andrewes, 1934)
- Pristosia clara (Andrewes, 1924)
- Pristosia crenata (Putzeys, 1873)
- Pristosia cupreata Jedlicka, 1940
- Pristosia dahud Morvan, 1994
- Pristosia delavayi (Fairmaire, 1887)
- Pristosia dodensis Deuve, Lassalle & Quéinnac, 1985
- Pristosia elevata Lindroth, 1956
- Pristosia falsicolor Fairmaire, 1886
- Pristosia flava (Andrewes, 1934)
- Pristosia glabella Schmidt & Hartmann, 2009
- Pristosia glacialis (Andrewes, 1934)
- Pristosia hauseri Jedlička, 1931
- Pristosia heinzi F. Battoni, 1984
- Pristosia heyrovskyi Jedlička, 1932
- Pristosia hweisiensis Jedlicka, 1937
- Pristosia illustris (Andrewes, 1947)
- Pristosia impunctata Sasakawa; Kim; Kim & Kubota, 2006
- Pristosia jedlickai Hovorka & Sciaky In Lobl & Smetana, 2003
- Pristosia jureceki Jedlicka, 1931
- Pristosia lacerans Bates, 1889
- Pristosia lateritia Fairmaire, 1886
- Pristosia latistoma Sasakawa; Kim; Kim & Kubota, 2006
- Pristosia ledouxi Deuve, Lassalle & Queinnec, 1985
- Pristosia leptodes Andrewes, 1934
- Pristosia leurops Andrewes, 1934
- Pristosia macra Andrewes, 1934
- Pristosia minutalis (Andrewes, 1934)
- Pristosia miwai Jedlicka, 1940
- Pristosia nepalensis Schmidt & Hartmann, 2009
- Pristosia nitidula A. Morawitz, 1862
- Pristosia nitouensis Jedlička, 1937
- Pristosia nubilipennis Fairmaire, 1888
- Pristosia picea Motschulsky, 1865
- Pristosia picescens (Fairmaire, 1887)
- Pristosia potanini Semenov, 1889
- Pristosia prenta Jedlička, 1937
- Pristosia proxima (A. Morawitz, 1862)
- Pristosia przewalskii Semenov, 1889
- Pristosia purkynei Jedlicka, 1931
- Pristosia quadricolor (Andrewes, 1934)
- Pristosia reitteri Jedlicka, 1937
- Pristosia sienla Jedlicka, 1937
- Pristosia silvanoi F. Battoni, 1982
- Pristosia similata Schmidt & Hartmann, 2009
- Pristosia sterbai Jedlička, 1937
- Pristosia strigipennis Fairmaire, 1888
- Pristosia suensoni Lindroth, 1956
- Pristosia sulcipennis Fairmaire, 1889
- Pristosia szekessyi Jedlicka, 1960
- Pristosia szetschuana Jedlicka, 1932
- Pristosia tenuistriata Fairmaire, 1889
- Pristosia tibetana Andrewes, 1934
- Pristosia vigil Tschitscherine, 1895
- Pristosia viridis Jedlicka, 1940
- Pristosia xanthopus Andrewes, 1934
- Pristosia yunnana Jedlicka, 1931